# カイニン酸
カイニン酸（カイニンさん、Kainic acid）は、化学式C10H15NO4、分子量213.23のイミノ酸の1種である。別名 [2S-（2α,3β,4β）]-2-カルボキシ-4-（1-メチルエテニル）-3-ピリリジン酢酸。CAS登録番号は487-79-6（無水物）、58002-62-3（一水和物）。
融点251°Cの結晶性の固体で、水によく溶け有機溶媒には不溶。
1953年に竹本常松らにより、虫下しとして用いられていた紅藻のマクリ（海人草=カイニンソウともいう、学名 Digenea simplex）から発見・命名された。これは、カイニン酸が寄生虫の回虫やギョウチュウの運動を最初興奮させ、のち麻痺させることによる（なお、マクリも駆虫薬として流通している）。
この作用は、ドウモイ酸同様にカイニン酸がアゴニストとしてグルタミン酸受容体に強く結合し、神経を過剰に興奮させることによって起こる。このため、神経科学分野、特に神経細胞死の研究のために天然抽出物及び合成品が用いられている。